# 4 (álbum de Slash)
4 es el quinto álbum de estudio de Slash, guitarrista de Guns N' Roses. El álbum cuenta con la participación de Myles Kennedy y The Conspirators. Se lanzó el 11 de febrero de 2022 como el primer álbum del nuevo sello Gibson Records. El álbum fue producido por el productor de country Dave Cobb en Nashville. El álbum fue anunciado el 20 de octubre de 2021 con el lanzamiento de la primera canción "The River Is Rising" como sencillo.

## Lista de canciones
Todas las canciones escritas y compuestas por Slash y Myles Kennedy. 
| N.º | Título                            | Duración |  |
| 1.  | «The River Is Rising»             | 3:42     |  |
| 2.  | «Whatever Gets You By»            | 3:40     |  |
| 3.  | «C'est la vie»                    | 4:38     |  |
| 4.  | «The Path Less Followed»          | 3:40     |  |
| 5.  | «Actions Speak Louder Than Words» | 4:01     |  |
| 6.  | «Spirit Love»                     | 4:15     |  |
| 7.  | «Fill My World»                   | 5:28     |  |
| 8.  | «April Fool»                      | 4:33     |  |
| 9.  | «Call Off the Dogs»               | 3:15     |  |
| 10. | «Fall Back to the Earth»          | 6:23     |  |

## Créditos
Slash featuring Myles Kennedy and the Conspirators
- Slash – Guitarra solista
- Frank Sidoris - Guitarra rítmica
- Myles Kennedy – voz
- Todd Kerns – bajo, coros
- Brent Fitz – batería

Otros aportes
- Dave Cobb – producción, mezcla
- Marcos Cerna Castro – Compositor, intro, solos y letra de la canción